# Рейна, Мария Вероника
Мария Вероника Рейна (исп. Maria Verónica Reina; 15 июня 1964, Росарио, Санта-Фе — 27 октября 2017, Росарио, Санта-Фе) — аргентинский психолог, педагог и активистка, которая проводила международную агитацию по соблюдению прав людей с инвалидностью. Представляя Международный консорциум по инвалидности и развитию (англ. International Disability and Development Consortium), она была ведущей участницей переговоров по Конвенции Организации Объединенных Наций о правах людей с инвалидностью.

## Ранняя жизнь
Родившись в Аргентине в начале 1960-х годов, Мария Вероника Рейна получила инвалидность в автокатастрофе в возрасте 17 лет. В это время девушка училась на последнем курсе школы. После лечения и во время реабилитации в больнице она все-таки смогла закончить учебу в школе. Она надеялась стать учительницей, но Марии было отказано в обучении, поскольку инвалиды не имели права преподавать в Аргентине.
Ей удалось преодолеть эти трудности, выбрав для получения высшего образования специальность «педагогическая психология». Мария Вероника Рейна закончила католический университет Санта-Фе (англ. Universidad Católica de Santa Fe) по специальному образовательному курсу для школ. Она получила степень магистра в области открытого и дистанционного обучения с правом преподавания в Национальном университете дистанционного образования Испании.

## Карьера
Рейна получила опыт работы в различных учреждениях, включая университетский институт Сан-Мартин в Росарио в Аргентине; Аргентинская организация людей с ограниченными возможностями, Cilsa; Центр международной реабилитации, Чикаго (1997); Институт международной адвокатуры в области инвалидности; Институт международного сотрудничества и развития; Институт международной адвокатуры в области инвалидности и Центр международной реабилитации.
С 2006 года Мария Вероника Рейна начала работать директором международных проектов Института Бертона Блатта (Burton Blatt Institute) университета Сиракузы в Вашингтоне. В 2008 году при поддержке как BBI, так и Всемирного банка она была назначена первым исполнительным директором Глобального партнерства по инвалидности и развития (англ. Global Partnership for Disability and Development). Партнерство призвано способствовать включению инвалидов в политику и практику через агентства развития. Мария была особенно активной в специальном комитете Организации Объединенных Наций по Конвенции о инвалидности.
В переговорах по Конвенции ООН она привлекла организации с ограниченными физическими возможностями по всему миру своей настойчивостью. Поэтому они присоединились к движению по поддержке общих прав человека для людей с ограниченными возможностями в инклюзивном, доступном и устойчивом мире. Будучи координатором Международной организации инвалидности (англ. International Disability Caucus) она представляла людей с ограниченными возможностями во время переговоров. Она эффективно модерировала в ходе различных мероприятий и достигла консенсуса среди заинтересованных сторон с различными интересами. Она возглавляла встречи и конференции, модерировала коммуникации и координировала перевод и распространение документации на испанском языке для латиноамериканского сообщества.
За несколько месяцев до смерти она помогала повысить эффективность группы заинтересованных лиц с ограниченными возможностями при Международном альянсе инвалидов. На консультационном совещании Организации Объединенных Наций в Буэнос-Айресе Мария Вероника Рейна стремилась усилить роль сообщества с ограниченными возможностями в реализации Конвенции о правах людей с инвалидностью.
Мария Вероника Рейна умерла в своем родном городе Росарио 27 октября 2017 года. Ей было 54 года.